# Hedwige de Mecklembourg-Güstrow
Hedwige de Mecklembourg-Güstrow (Hedwig Éléonore; 12 janvier 1666 – 9 août 1735), est une noble allemande, membre de la Maison de Mecklembourg et par le mariage duchesse de Saxe-Mersebourg-Zörbig.
Née à Güstrow, elle est la huitième de onze enfants nés du mariage de Gustave-Adolphe de Mecklembourg-Güstrow et Madeleine-Sibylle de Holstein-Gottorp. 

## Biographie
À Güstrow le 1er décembre 1686, Hedwige épouse Auguste de Saxe-Mersebourg-Zörbig, deuxième fils survivant de duc Christian Ier de Saxe-Mersebourg. Cinq ans plus tard (1691), Auguste reçoit la ville de Zörbig comme son Apanage, et y fixe sa résidence.
Ils ont huit enfants, dont un seul parvient à l'âge adulte,:
1. Christiane Madeleine (Zörbig, 11 mars 1687 - Merseburg, 21 mars 1689).
2. Fille mort-née (Alt-Stargard, Mecklembourg, 30 décembre 1689).
3. Caroline Auguste (Zörbig, 10 mars 1691 - Zörbig, 23 septembre 1743).
4. Hedwige Éléonore (Zörbig, 26 février 1693 - Zörbig, 31 août 1693).
5. Gustave Frédéric, prince héréditaire de Saxe-Mersebourg-Zörbig (Zörbig, 28 octobre 1694 - Zörbig, 24 mai 1695).
6. Auguste, prince héréditaire de Saxe-Mersebourg-Zörbig (Zörbig, 26 février 1696 - Zörbig, 26 mars 1696).
7. Mort-né, fils jumeaux (1707).

Hedwige est morte à Zörbig âgée de 69 ans. Elle est enterrée dans la Cathédrale de Mersebourg.